# Експрес Страхування
Страхова компанія «Експрес Страхування» — українська страхова компанія, заснована у 2008 році у м. Києві за участю Корпорації «УкрАВТО». Компанія має 15 річний досвід (на 2023 р.) в автострахуванні, місія СК — забезпечувати першокласне страхове обслуговування для кожного свого клієнта.
Компанія спеціалізується на автострахуванні та врегульовує страхові події віддалено (без відвідування офісу СК). Після виплати страхового відшкодування на офіційні СТО партнерів — контролює якість та строки відновлення застрахованого авто.
СК «Експрес Страхування» має більш ніж 50 агентських представництв та входить у ТОП найбільш капіталізованих страхових компаній на ринку України.
За підсумками 1 кварталу 2023 року активи компанії зросли на 16,2% і станом на 31.03.23 склали 646,9 млн грн, з яких 587,8 млн грн зосереджені в грошових коштах або їх еквівалентах.
Власний капітал збільшився на 56,3%, до 262,9 млн грн, а фактичний запас платоспроможності компанії майже в 3 рази перевищив нормативний показник, встановлений Законом України «Про страхування», і досяг 262,3 млн.
З 2016 р. входить у ТОП 10 страхових компаній зі страхування КАСКО за версією Insurance Top.

## Історія
25 вересня 2008 року СК «Експрес Страхування» отримала свідоцтво СТ №552 про реєстрацію фінансової установи Державної комісії з регулювання ринків фінансових послуг України (запис №1123). Реєстраційний номер 11102251. У тому ж році «Експрес Страхування» отримало перші 10 ліцензій на право здійснення страхування, в тому числі й ліцензію з КАСКО та розпочала формування мережі представництв по всій Україні.
28 квітня 2012 року СК «Експрес Страхування» стала асоційованим членом в Моторному (транспортному) страховому бюро України та отримала право на укладання договорів з обов’язкового страхування цивільно-правової відповідальності власників наземних транспортних засобів (автоцивілка) з дією на території України (Свідоцтво №158). Цього ж року Компанія отримала відповідну ліцензію.
З 14 грудня 2012 р. по 15 травня 2016 р. СК «Експрес Страхування» була членом Об’єднання «Ядерний страховий пул».
10 грудня 2021 року у зв’язку зі зміною юридичної адреси СК «Експрес Страхування» отримала нове свідоцтво про реєстрацію фінансової установи від Національного банку України СТ №Б0000454.
23 січня 2023 року СК «Експрес Страхування» приєдналася до Ліги страхових організацій України.

## Структура послуг портфеля компанії
- КАСКО — 89%;
- Автоцивілка — 8%;
- Послуги з добровільного медичного страхування — 2%;
- Інші види страхування — 4%.[15]

## Рейтинги
- № 14 в Топ 25 найбільших страхових компаній України за версією BeInsure (2023).
- № 9 у сфері страхування авто — КАСКО за версією Insurance TOP (2022).[16]
- № 3 в ТОП з рівня виплат за версією Insurance TOP (2022).[17]
- № 5 в ТОП 5 найкращих страхових компаній України у сфері страхування авто — КАСКО за версією видання Delo.ua та журналу «ТОП 100. Рейтинги найбільших» (2022).[18]
- № 5 з КАСКО за версією Insurance TOP (2021).[19][20][11]
- № 10 у сфері страхування авто — КАСКО за версією Insurance TOP (2016).[9]